# P’yoch’ung sa
P'yoch'ung sa (표충사 Klasztor Wybitnej Lojalności) – koreański klasztor.

## Historia klasztoru
Klasztor został zbudowany w 654 roku na górze Chaeyak w nieco innej lokalizacji od dzisiejszej przez Wŏnhyo i pod inną nazwą - Chungnim sa (Klasztor Bambusowego Lasu). W 829 roku nazwa klasztoru uległa zmianie na Yŏnjŏng (Klasztor Wiecznego źródła). W 857 roku klasztor został przebudowany w nieco innej lokalizacji przez Hwangmyŏna - mnicha z Indii.
W klasztorze tym przebywał przez jakiś czas słynny mnich Iryŏn (일연, 1206–1289), autor m.in. Samguk Yusa.
Po japońskiej inwazji na Koreę w latach 1592-1598 (podczas tej wojny część klasztoru spłonęła), na początku XVII wieku zmieniono nazwę klasztoru na P'yoch'uong na cześć mistrza sŏn Samyŏnga Yujŏnga, bohatera i wojskowego dowódcy partyzantki mnisiej. W 1839 roku wybudowano małą świątynię o charakterze dydaktycznym (kor. sŏwon - jest to jedyny przykład sŏwonu w buddyjskim klasztorze) na cześć tego mistrza i zmieniono nazwę klasztoru na P'yoch'ung.
W tym klasztorze zmarł 14 maja 1966 roku jeden z najwybitniejszych mistrzów sŏn i Patriarcha koreańskiego sŏnu (od 1958 roku) Hyobong Hangnul (1888–1966).
Cały klasztor jest uznany za lokalny Prowincjonalny Monument nr 17.

## Znane obiekty
- kadzielnica pod kadzidełka (hangryo, z 1177 roku) – Skarb Narodowy nr 75

## Adres klasztoru
- 23 Gucheon-ri, Danjang-myeon (1338 Pyochung-ro), Miryang, Gyeongsangnam-do, Korea Południowa

## Galeria

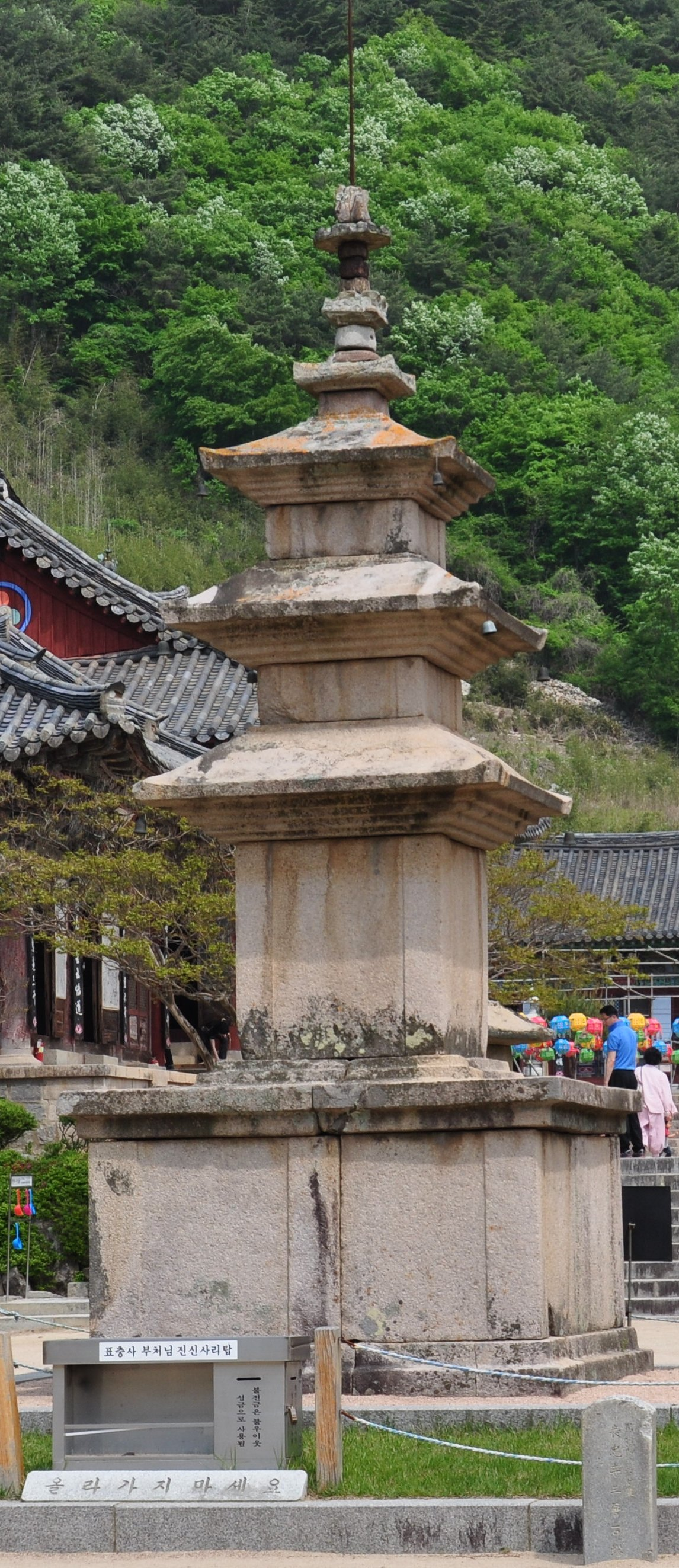
Trzykondygnacyjna stupa
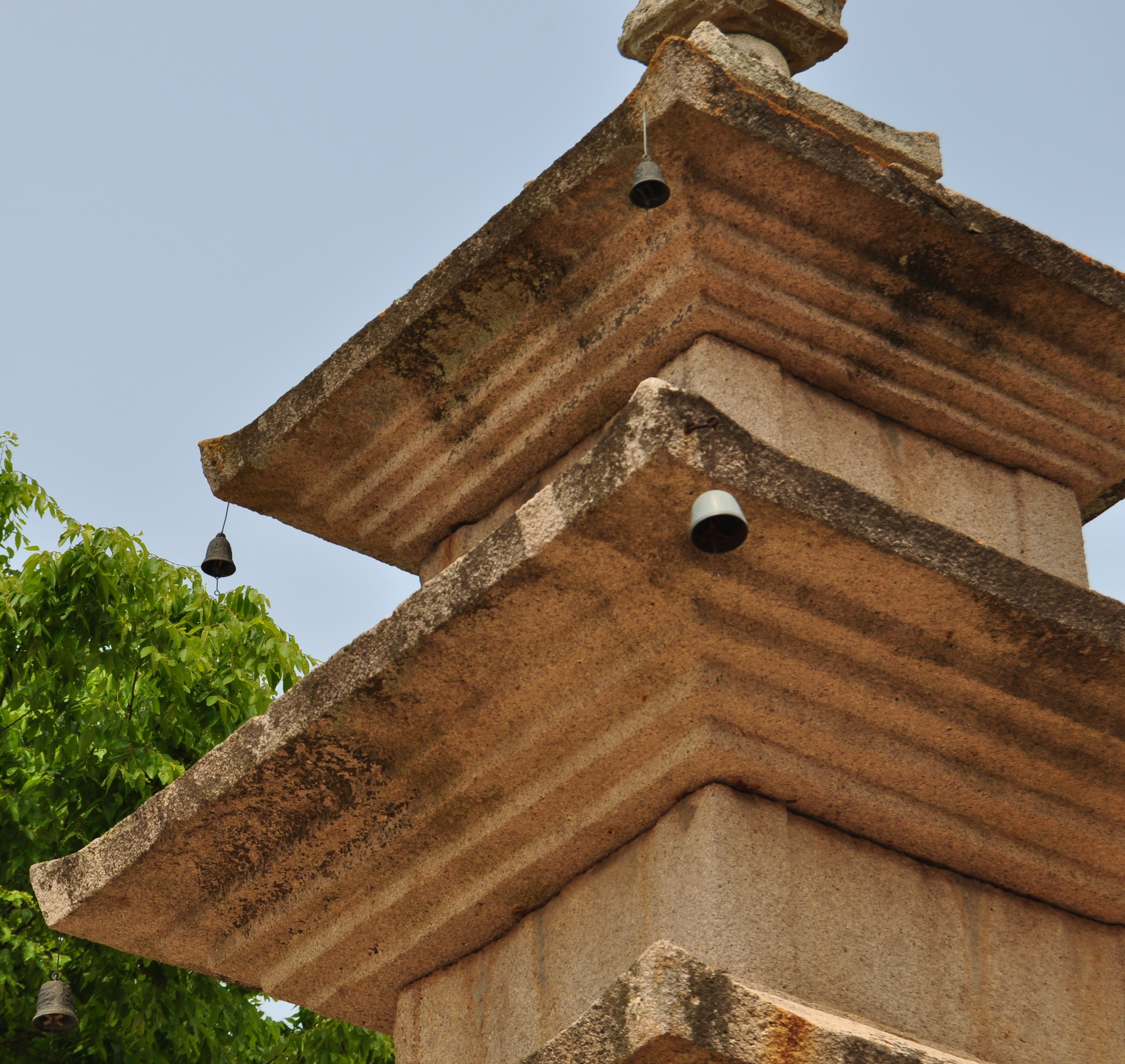
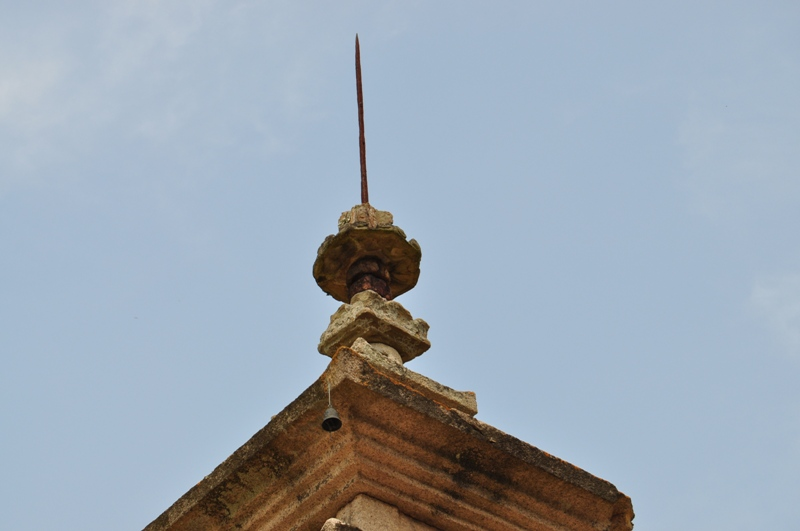
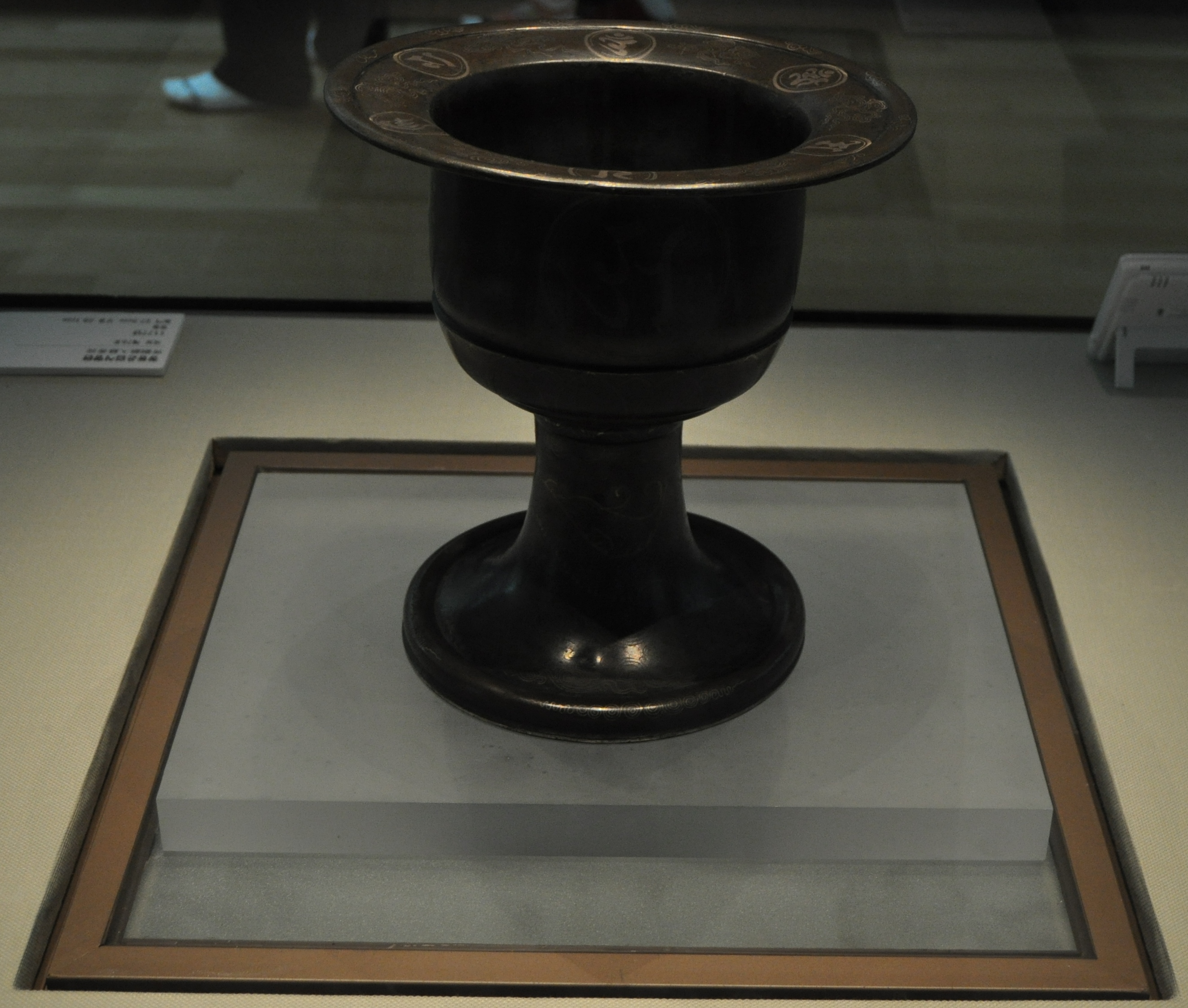
Kadzielnica
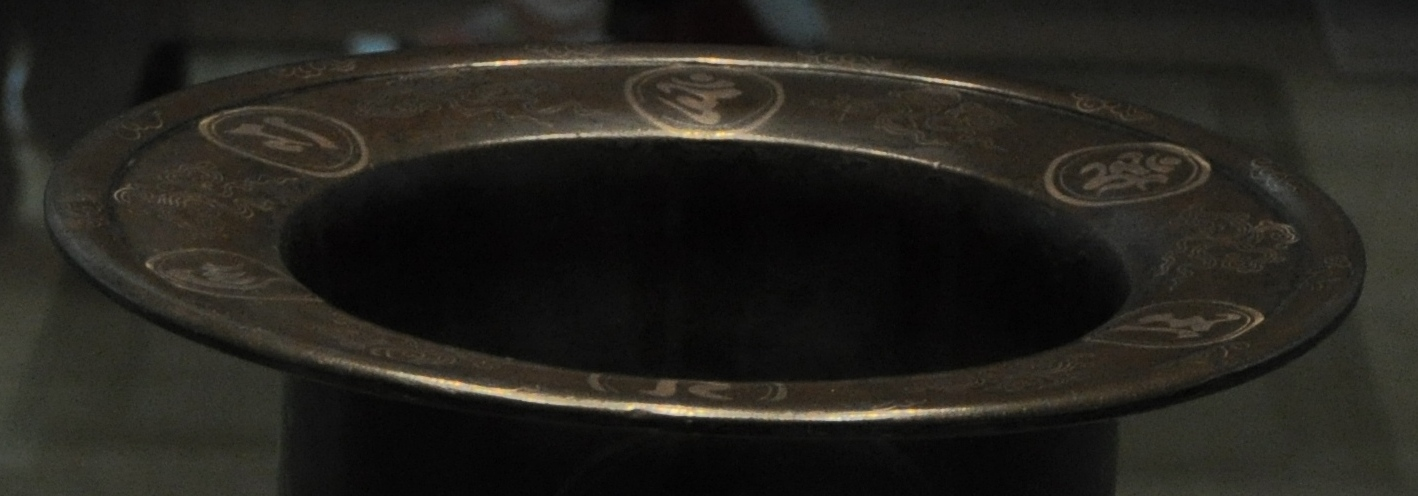